# Chkalov Bluff
Das Chkalov Bluff (russisch Гора Чкалова Gora Tschkalowa) ist ein Kliff im ostantarktischen Kempland. Es ist das südlichste der Turbulence Bluffs an der Ostflanke des Robert-Gletschers.
Luftaufnahmen entstanden 1956 und 1959 bei einer Kampagne der Australian National Antarctic Research Expeditions sowie 1962 durch sowjetische Wissenschaftler. Letztere benannten es nach dem sowjetischen Piloten Waleri Tschkalow (1904–1938). Das Antarctic Names Committee of Australia übertrug die Benennung in angepasster Form ins Englische.